# Army Men: Air Attack 2
Army Men: Air Attack 2 est un jeu vidéo de type shoot 'em up développé et édité par The 3DO Company, sorti en 2000 sur PlayStation et PlayStation 2.
Une version GameCube sort en 2003 et s'intitule Army Men: Air Combat - The Elite Missions.

## Accueil
- Jeuxvideo.com : 11/20 (PS2)[1]
- Joypad : 3/10 (PS1)[2]